# Tarciso
José Tarciso de Souza (São Geraldo, 15 de septiembre de 1951 - Porto Alegre, Brasil, 6 de diciembre de 2018), conocido futbolísiticamente como Tarciso, fue un futbolista brasileño que jugaba como extremo derecho. Dotado de una gran rapidez, inició como delantero centro, y luego, una vez que fichó por el Grêmio, fue recolocado en el extremo derecho.

## Fallecimiento
Originario del estado de Minas Gerais, comenzó a jugar en el América de Río de Janeiro. En 1971 hizo su debut en el campeonato nacional. En su primera edición, debutó el 8 de agosto de 1971 en el Estadio de Maracaná contra el Botafogo. El primer gol lo hizo el 26 de agosto, de nuevo en el Maracaná, contra el Flamengo. Al final del campeonato de 1972, Tarciso fue trasferido al Porto Alegre. Debutó el 26 de agosto de 1973 en el Estádio Olímpico Monumental contra el Santa Cruz, sustituyendo a Carlinhos. Con el club Rio Grande do Sul Tarciso jugó más de doscientos partidos de liga, anotando casi ochenta goles, consiguió cinco títulos estatales y se convirtió en el máximo goleador del torneo Gaúcho en 1975. En 1981 ganó la Brasileirão, siendo titular en los dos partidos de la final contra el San Pablo. En la Taça de Ouro 1982 su equipo perdió en la final ante el Flamengo, pero se clasificó para la Copa Libertadores. Grêmio ganó el torneo, convirtiéndose en campeón de Sudamérica, y, durante la Copa Intercontinental en Tokio, derrotó a Hamburgo con un doblete de Renato Gaúcho. Tarciso jugó en ambas competiciones, jugando como extremo izquierdo. Después de dejar Grêmio, Tarciso jugó para Criciúma y Goiás, ganando el torneo estadual con este último. De 1987 al 1988 jugó en la liga paraguaya con el Cerro Porteño y en 1990 se retiró con el São José.

## Selección nacional
Fue internacional con la selección de fútbol de Brasil en 2 ocasiones. Jugó contra Francia en el Parque de los Príncipes, sustituyendo a Gil y un segundo partico contra Paraguay el 24 de octubre de 1979. Fue convocado para jugar la Copa América 1979.

## Clubes
| Club          | País     | Año       |
| ------------- | -------- | --------- |
| América       | Brasil   | 1969-1973 |
| Grêmio        | Brasil   | 1973–1986 |
| Criciúma      | Brasil   | 1986      |
| Goiás         | Brasil   | 1986      |
| Cerro Porteño | Paraguay | 1987-1988 |
| Coritiba      | Brasil   | 1988–1989 |
| Goiânia       | Brasil   | 1992–1994 |
| São José-PA   | Brasil   | 1994      |

## Palmarés

### Campeonatos regionales
| Título            | Club   | Estado             | Año  |
| ----------------- | ------ | ------------------ | ---- |
| Campeonato Gaúcho | Grêmio | Río Grande del Sur | 1977 |
| Campeonato Gaúcho | Grêmio | Río Grande del Sur | 1979 |
| Campeonato Gaúcho | Grêmio | Río Grande del Sur | 1980 |
| Campeonato Gaúcho | Grêmio | Río Grande del Sur | 1985 |
| Campeonato Gaúcho | Grêmio | Río Grande del Sur | 1986 |
| Campeonato Goiano | Goiás  | Goiás              | 1986 |

### Campeonatos nacionales
| Título                       | Club          | País     | Año  |
| ---------------------------- | ------------- | -------- | ---- |
| Serie A                      | Grêmio        | Brasil   | 1981 |
| Primera División de Paraguay | Cerro Porteño | Paraguay | 1987 |

### Campeonatos internacionales
| Título                | Club   | Sede         | Año  |
| --------------------- | ------ | ------------ | ---- |
| Copa Libertadores     | Grêmio | Porto Alegre | 1983 |
| Copa Intercontinental | Grêmio | Tokio        | 1983 |

### Distinciones individuales
| Distinción                            | Año        |
| ------------------------------------- | ---------- |
| Máximo goleador del Campeonato Gaucho | 1975       |
| Bola de Prata                         | 1977, 1978 |